# Rond Pagan
Le rond Pagan, dañs round ou Round Pagan en breton, est une danse bretonne originaire du pays pagan. Le round s'apparente aux danses à trois pas que Jean-Michel Guilcher décrit dans son ouvrage La tradition populaire de danse en Basse-Bretagne comme spécifiques au littoral. 

## Origine
Le mot pagan, vient du latin paganus, paysan et par extension païen. La dénomination de Pagan viendrait surtout du fait que la danse y était très pratiquée contrairement au reste du pays Léonard où elle était proscrite par l'Église. Elle est un symbole de résistance, aux interdits du clergé, puis à la banalisation de danses bretonnes au cours des festoù-noz. Par exemple, la dañs round a maintenu le chant dans la danse quand certains groupes voulaient chanter sur scène au micro.

## Description technique
La "dans round ou Round Pagan" : Description générale de la danse et son accompagnement par Claude-Max Jacob, chanteur, musicien et collecteur des traditions chantées et dansées du Léon.

## Accompagnement au chant
La danse est accompagnée uniquement au chant ; le meneur est dans la ronde et les danseurs reprennent le chant après lui, en chœur, selon un principe d'alternance (chant à répondre) aux structures variées. En Pays Pagan, il y avait notamment des décalages volontaires avec la danse, dues à des silences ou des tuilages spécifiques : le démarrage des "saluts" se fait sur la dernière note du couplet repris par le cœur, la reprise de la marche se fait sur la dernière note du refrain repris par le chœur.
Les associations Ar Vro Bagan , Dastum et Tud ar Vro éditent des enregistrements de chants : en 1973, avec un livre-disque dirigé par René Abjean, en 1986 avec un collectage dirigé par Patrick Malrieu. En 2005, Tud ar Vro édite un double CD "tradition chanté en pays Pagan".

## Influence musicale
Des groupes bretons ont de célèbres chansons utilisant les caractéristiques de la danse : Sonerien Du interprète à chaque fest-noz Kanomp ha roulomp atao, Plantec a également composé un rond pagan... Le chanteur Dom DufF, s'inspire dans ses compositions de la singularité des traditions du terroir.